# رویال پام بیچ (فلوریدا)
رویال پام بیچ (به انگلیسی: Royal Palm Beach) روستای در شهرستان پام بیچ ایالت فلوریدا است که در سال ۱۹۵۹ بنیان‌گذاری شده‌است. این روستا طبق سرشماری سال ۲۰۱۰ میلادی، ۳۴٬۱۴۰ نفر جمعیت داشته و مساحت آن نیز ۲۶٫۱ کیلومتر مربع است.